# Breithauptite
La breithauptite est une espèce minérale formée d'antimoniure de nickel, de formule NiSb. On la trouve dans la nature, mêlée avec des traces de fer, de cobalt, d'arsenic et de soufre.

## Historique de la description et appellations

### Inventeur et étymologie
La breithauptite a été décrite par Frobel en 1840 et dédiée à Johann August Friedrich Breithaupt (1791-1873), minéralogiste allemand, professeur à l'école des mines de Freiberg en Saxe. Cette espèce avait été analysée par le chimiste Friedrich Stromeyer qui l'avait nommée antimonnicke.

### Topotype
La localité-type se trouve à Sankt Andreasberg, Harz, en Allemagne.

### Synonymes
- antimonnicke (Friedrich Stromeyer)[4]
- hartmannite (Chapmann, 1843)[5]

## Caractéristiques physico-chimiques

### Critères de détermination
Ce minerai se présente comme un minéral opaque, d'éclat métallique et de couleur cuivrée à violacée. Sa fracture est irrégulière et subconchoïdale ; son trait est d'un brun rougeâtre.

### Variétés et mélanges
L'arite est la principale variété de la breithauptite.

### Cristallochimie
La breithauptite fait partie du groupe de la nickéline et forme une série isomorphe avec elle. Selon la classification de Dana, le groupe de la nickéline, noté 2.08.11, fait partie des sulfures, incluant les séléniures et tellurures (2), de formule chimique AmBnXp avec le rapport (m+n):p = 1:1  et de groupe d'espace P63/mmc (2.08). Selon la classification de Strunz, la breithauptite appartient au groupe 2.CC.05 des sulfures et sulfosels (II), plus précisément des sulfures de métaux de formule MX (2.C) où M peut être du nickel, du fer, du cobalt ou des éléments du groupe du platine (2.CC).
| Minéral                 | Formule        | Groupe ponctuel | Groupe d'espace |
| ----------------------- | -------------- | --------------- | --------------- |
| Achavalite              | FeSe           | 6/mmm           | P63/mmc         |
| Breithauptite           | NiSb           | 6/mmm           | P63/mmc         |
| Fréboldite              | CoSe           | 6/mmm           | P63/mmc         |
| Hexatestibiopanickélite | (Ni,Pd)(Te,Sb) | 6/mmm           | P63/mmc         |
| Jaipurite               | CoS            | 6/mmm           | P63/mmc         |
| Kotulskite              | Pd(Te,Bi)      | 6/mmm           | P63/mmc         |
| Langisite               | (Co,Ni)As      | 6/mmm           | P63/mmc         |
| Nickéline               | NiAs           | 6/mmm           | P63/mmc         |
| Sederholmite            | NiSe           | 6/mmm           | P63/mmc         |
| Sobolevskite            | PdBi           | 6/mmm           | P63/mmc         |
| Stumpflite              | Pt(Sb,Bi)      | 6/mmm           | P63/mmc         |
| Zlatogorite             | CuNiSb2        | 32/m            | P3m1            |

À la différence du groupe 2.CC.05 selon Strunz, le groupe 2.08.11 selon Dana ne contient pas les minéraux jaïpurite et zlatogorite, mais inclut la sorosite et la vavrinite.

### Cristallographie

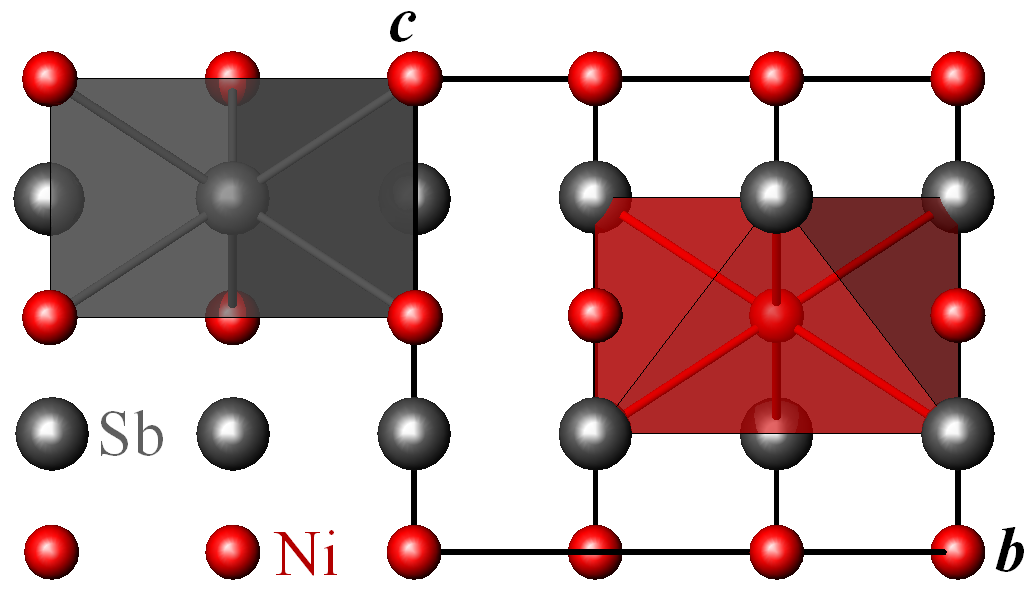
Structure de la breithauptite, projetée sur le plan (b, c). Gris : Sb, rouge : Ni. Les polyèdres de coordination sont mis en évidence.

La breithauptite cristallise dans le système cristallin hexagonal avec le groupe d'espace P63/mmc (Z = 2 unités formulaires par maille). Les paramètres de sa maille conventionnelle sont {\displaystyle a} = 3,934 Å et {\displaystyle c} = 5,131 Å (volume de la maille V = 68,77 Å3) ; sa masse volumique calculée est 8,71 g/cm3, supérieure à la densité mesurée.
La coordinence des deux types d'atome est 6. Le polyèdre de coordination du nickel est un octaèdre, celui de l'antimoine un prisme trigonal. La longueur de liaison Ni-Sb est 2,608 Å. Les octaèdres NiSb6 sont reliés par une face pour former des chaînes le long de la direction c ; ces chaînes sont reliées par des arêtes dans le plan (a, b). Les prismes SbNi6 sont reliés entre eux par leurs arêtes.
La structure de la breithauptite est constituée d'un réseau hexagonal primitif d'atomes de nickel, les atomes d'antimoine occupant la moitié des sites prismatiques.

## Gîtes et gisements

### Gîtologie et minéraux associés
La breithauptite se trouve dans les zones d'hydrothermalisme avec Co-Ni-Ag.

### Gisements producteurs de spécimens remarquables
- Canada

Cobalt area, région de Cobalt-Gowganda, District de Timiskaming, Ontario
- Espagne

Mines de Montoliu, Naut Aran, Val d'Aran, Lérida
- France

Claï, Saint-Étienne-de-Tinée, Alpes-Maritimes, Provence-Alpes-Côte d'Azur